# 王双
王 双（おう そう、生年不詳 - 228年）は、中国三国時代の魏の軍人・将軍。

## 略歴
黄初3年（222年）、曹丕（文帝）の命で曹仁に従って呉に遠征し濡須への攻撃に加わった。曹仁が濡須督である朱桓に大敗すると、生け捕られて武昌に送られた（濡須口の戦い）。
太和2年（228年）冬、陳倉城を包囲していた蜀漢軍が兵糧の枯渇により撤退した時、曹真配下として騎兵を率いこれを追撃したが、諸葛亮軍の反撃に遭って戦死した（陳倉の戦い）。
『三国志』には以上の記述しかないため、曹仁の下で呉に侵攻し捕らわれた後に釈放され、曹真の下で蜀漢と戦い戦死したのか、それとも同姓同名の別人物だったのか不明である。

## 物語中での王双
小説『三国志演義』では字は子全（『横山三国志』では子金）、隴西郡狄道県（現在の甘粛省定西市臨洮県）の人という設定になっている。若くして曹真に従い、虎威将軍に任じられて諸葛亮率いる蜀軍と戦う。60斤（後漢〜三国時代の尺度で約13kg）の大薙刀を振り回し、鉄の強弓を軽々とひく腕力に加えて流星錘という鉄球を投げては百発百中と自慢する腕の持ち主だった。蜀の謝雄と龔起らを討ち取り、張嶷に重傷を負わせるなどの活躍をするが、諸葛亮の策を受けた魏延によって斬り殺されている。